# Критерій нормальності
У статистиці, перевірка нормальності — це засіб для перевіряння наскільки добре набір даних модельовний нормальним розподілом і обчислення ймовірності того, що випадкова величина, що лежить в основі цих даних нормально розподілена.
Точніше, ця перевірка це різновид обирання моделі і її можна тлумачити кількома способами залежно від інтерпретації ймовірності:
- У термінах описової статистики вона, не роблячи суджень про змінні, що лежать в основі, вимірює допасованість нормальної моделі до даних — якщо допасованість погана, тоді в цьому відношенні дані кепсько модельовні нормальною моделлю.
- У частотницькій перевірці стастичних гіпотез, дані тестують щодо нульової гіпотези, яка полягає в тому, що вони нормально розподілені.
- У баєсовій статистиці, користувач не перевіряє власне нормальність, швидше обчислює правдопобідність того, що дані було отримано з нормального розподілу із заданими параметрами μ,σ (для всіх μ,σ) і що порівнює це з правдоподібністю того, що дані було отримано з інших взятих до уваги розподілів. Найпростіший спосіб це використання коефіцієнту Баєса (що дає відносну правдоподібність отримання цих даних із використанням різних моделей), або витонченіше, беручи апріорний розподіл для можливих моделей і параметрів і обчислюючи апостеріорний виходячи з обчислених правдоподібностей.

## Графічні методи
Неформальний підход до перевіряння нормальності полягає в порівнянні гістограми даних вибірки з кривої нормального розподілу. Фактичний розподіл даних (гістограма) має бути дзвоноподібною і нагадувати нормальний розподіл. Це може бути складно побачити, якщо вибірка маленька. У такому випадку можна спробувати допасувати дані до квантилів нормального розподілу з таким же середнім і дісперсією як і у вибірки, тоді брак допасованості натякає на відхилення від нормальності (див. коефіцієнт Андерсона — Дарлінга).
Графічне приладдя для оцінювання нормальності — графік нормальної ймовірності, графік Q-Q стандартизованих даних супроти стандартний нормальний розподіл. Тут кореляція між даними вибірки і нормальними квантилями (міра допасованості) вимірює наскільки добре дані модельовні нормальним розподілом. Для нормальних даних точки на графіку Q-Q мають потрапляти приблизно на пряму, показуючи високу додатну кореляцію. Ці графіки легко витлумачити і також на них добре видно викиди.